# Bahnhof Büchenbeuren
Der Bahnhof Büchenbeuren in Büchenbeuren ist ein Bahnhof an der Hunsrückquerbahn zwischen Morbach und Simmern.

## Geschichte

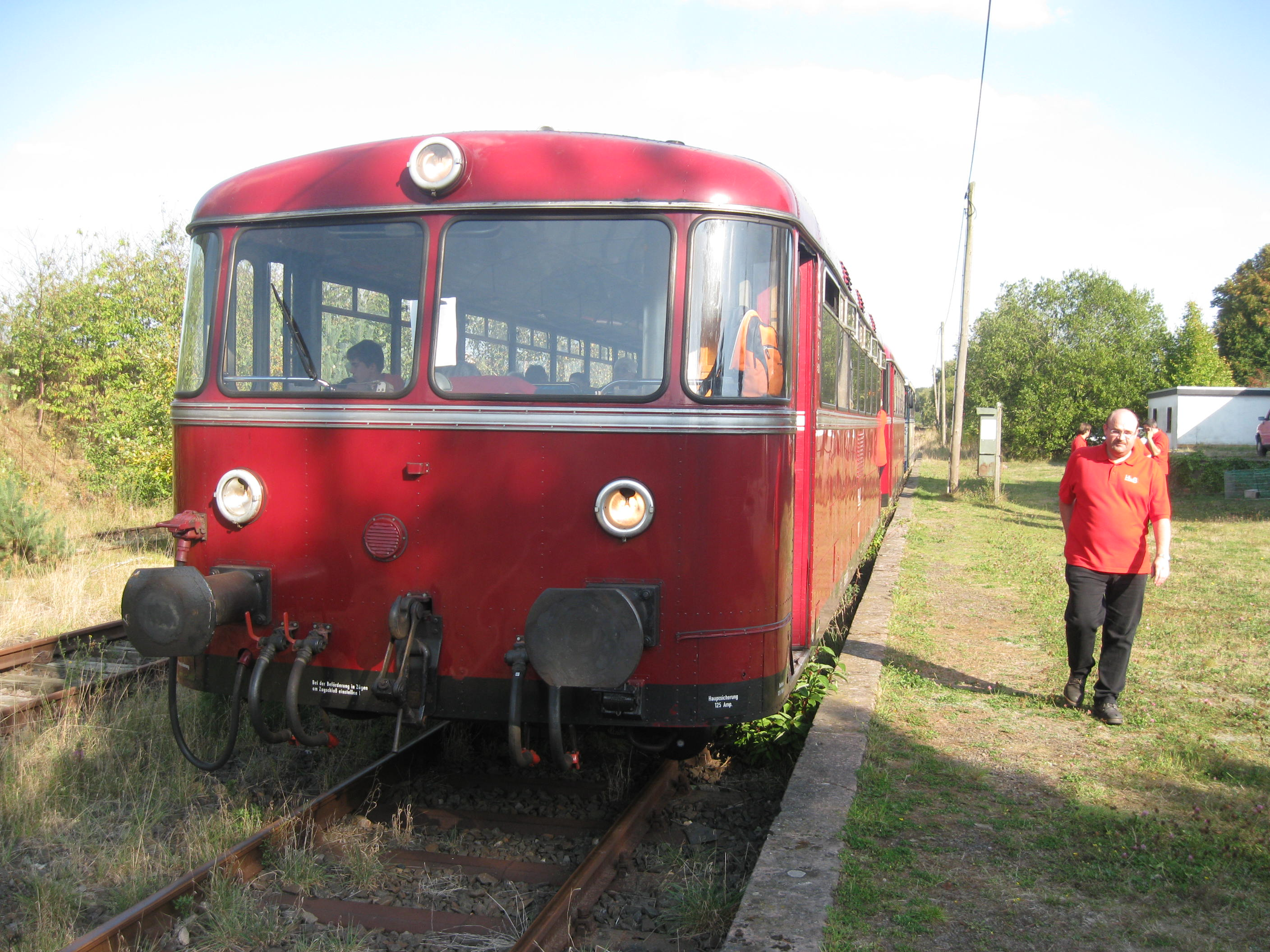
Schienenbus im Bahnhof bei einer Touristikfahrt

Der Bahnhof wurde am 15. Dezember 1902 mit dem Abschnitt Kirchberg–Morbach eröffnet. Dank der Steigung zwischen Sohren und Büchenbeuren wurden die Gleisanlagen beim Bau der Hunsrückbahn entsprechend vor Ort erstellt.
In den 1930er Jahren erfolgte der Ausbau des Bahnhofs. Dabei entstand ein neues Stellwerk, die Gleise wurden nicht erweitert. Nach dem Zweiten Weltkrieg begannen die französische Besatzung mit dem Bau eines Luftwaffenstützpunktes oberhalb der Ortschaft Büchenbeuren. Nach nur wenigen Monaten wurde dieser Stützpunkt von der amerikanischen Luftwaffe übernommen. Auf dem Gelände des Stützpunktes entstand ein Bahnhof mit Ladegleis, Stückguthalle und Endladestelle für Flugbenzin, der an den Bahnhof Büchenbeuren 1952 angeschlossen wurde. Das Anschlussgleis wurde mit einer neuen Weiche in Richtung Simmern angeschlossen. Der Stützpunkt wurde 1993 zum Flughafen Frankfurt-Hahn.
1956 wurde die Güterhalle in Büchenbeuren erweitert, um den Güteranschluss zum Flughafen zu verbessern. Im selben Jahr wurde auch eine Rampe vor der Güterhalle gebaut. Sie wurde so angelegt, dass US-Militärlaster dort genau anfahren konnten. Zwischen 1955 und 1959 wurde im Bahnhof auch Schrott verladen, was im Hunsrück recht ungewöhnlich ist. Grund dafür war ein nahegelegener Autoschrottplatz.
Zwischen 1965 und 1976 fungierte auch ein Fahrdienstleiter im Bahnhof. Danach wurde Zugleitbetrieb eingerichtet. Der nächste Bahnhof mit Zugleiter war der Bahnhof Morbach.
Die Sicherung der Weichen erfolgte seit 1976 über ein zwei neue Schlüsselwerke. Ab 1976 diente der Bahnhof nur noch dem Güterverkehr, denn in diesem Jahr endete der Personenverkehr. Die Gleisanlagen erfuhren in den 1950er Jahren verschiedene Umbauten und in den 1960er Jahren dann kleine Rückbauten. Anfang der 1950er Jahre wurde das Bahnmeistereigebäude abgerissen. In den 1990ern erfolgte ein Rückbau des Ladegleises. Heute liegen noch die beiden Hauptgleise und Gleis 4 als Zufahrtsgleis zum Flughafen.
Seit 2009 gab es touristische Fahrten von Morbach nach Büchenbeuren. In Höhe des ehemaligen Einfahrsignals befand sich die Unterhaltungsgrenze zwischen der Deutsche Bahn AG und Touristikbahn. 2012 wurden die Touristikfahrten wieder eingestellt. Seither ist die Strecke betrieblich gesperrt. Seit Jahren wird über eine Reaktivierung der Hunsrückbahn im Regelverkehr nachgedacht.

## Bahnhofsumfeld
Das Empfangsgebäude ist ein Typenbau für mittlere Empfangsgebäude und befindet sich heute in Privatbesitz. Früher befand sich im Gebäude neben Bahnhofseinrichtungen auch ein Postamt. Zum Bahnhof gehörte bis 1953 auch eine Bahnmeisterei.